# (19150) 1990 HY
1990 إتش واي (ويعرف أيضًا باسم (19150) 1990 إتش واي وفق تسمية الكوكب الصغير) (بالإنجليزية: 1990 HY)‏ هو كويكب ضمن حزام الكويكبات؛ وترتيبه 19150 من حيث الاكتشاف.
اكتُشف هذا الجُرم الفلكي بواسطة اليانور إف. هيلين في 26 أبريل 1990.

## وصلات خارجية
- (19150) 1990 HY في قاعدة بيانات مختبر الدفع النفاث لأجرام النظام الشمسي الصغيرة

- الاكتشاف · مخطط المدار ·  العناصر المدارية · المعلمات المادية

- (19150) 1990 HY على موقع ويكي سكاي: DSS2, SDSS, GALEX, IRAS, Hydrogen α, X-Ray, Astrophoto, Sky Map, Articles and images